# Oeiras Challenger 2024
L'Oeiras Challenger 2024 è stato un torneo maschile di tennis professionistico. È stata la 10ª edizione del torneo, facente parte della categoria Challenger 125 nell'ambito dell'ATP Challenger Tour 2024, con un montepremi di 148 000 €. Si è giocato dal 15 al 21 aprile 2024 sui campi in terra rossa del Complexo Desportivo do Jamor di Oeiras, in Portogallo.

## Partecipanti

### Teste di serie
| Nazionalità | Giocatore                 | Ranking* | Testa di serie |
| ----------- | ------------------------- | -------- | -------------- |
| Italia      | Fabio Fognini             | 94       | 1              |
| Brasile     | Thiago Monteiro           | 113      | 2              |
| Ungheria    | Zsombor Piros             | 114      | 3              |
| Argentina   | Francisco Comesaña        | 116      | 4              |
| Stati Uniti | Emilio Nava               | 125      | 5              |
| Francia     | Térence Atmane            | 133      | 6              |
| Stati Uniti | Nicolas Moreno de Alboran | 134      | 7              |
| Argentina   | Juan Manuel Cerúndolo     | 152      | 8              |
| Paesi Bassi | Jesper de Jong            | 155      | 9              |

* Ranking all'8 aprile 2024.

### Altri partecipanti
I seguenti giocatori hanno ricevuto una wild card per il tabellone principale:
- Gastão Elias
- Jaime Faria
- Frederico Ferreira Silva

I seguenti giocatori sono entrati in tabellone come special exempt:
- Jozef Kovalík
- Stefano Napolitano

I seguenti giocatori sono passati dalle qualificazioni:
- Samuel Vincent Ruggeri
- Adrian Andreev
- Mathys Erhard
- Tseng Chun-hsin
- Gauthier Onclin
- Valentin Royer

Il seguente giocatore è entrato in tabellone come lucky loser:
- Maks Kaśnikowski

## Punti e montepremi
| Torneo    | Torneo              | V      | F      | SF    | QF    | 2T    | 1T    | Q | Q2  | Q1  |
| Singolare | Punti               | 125    | 64     | 35    | 16    | 8     | 0     | 5 | 3   | 0   |
| Singolare | Premi in denaro (€) | 19 650 | 11 570 | 6 850 | 3 990 | 2 345 | 1 420 | – | 710 | 355 |
| Doppio    | Punti               | 125    | 64     | 35    | 16    | –     | 0     | – | –   | –   |
| Doppio    | Premi in denaro (€) | 8 420  | 4 900  | 2 940 | 1 750 | –     | 990   | – | –   | –   |

## Campioni

### Singolare
Francisco Comesaña ha sconfitto in finale  Ugo Blanchet con il punteggio di 6–4, 3–6, 7–5.

### Doppio
Filip Bergevi /  Mick Veldheer hanno sconfitto in finale  Sergio Martos Gornés /  Petros Tsitsipas con il punteggio di 6–1, 6–4.